# Syllepte denticulinea
Syllepte denticulinea là một loài bướm đêm trong họ Crambidae.